# X32 ABI

x32 ABI (Application Binary Interface) est un projet Linux en cours de développement, qui permet aux programmes compilés pour cette interface de pouvoir bénéficier des avantages de l'architecture x86-64 (taille des registres processeurs de 64Bits, nombre de registres processeurs doublés, calculs 64 bits natif, appels systèmes 64 bits (plus rapides que les 32 bits)) le tout en utilisant des pointeurs mémoire de 32 bits, ce qui limite la taille de la mémoire vive à 4 gigaoctets.
Pour l'instant gentoo est la seule distribution linux à avoir une version pour cette architecture.

## Avantages
L'avantage majeur de cette architecture hybride est la baisse de l'empreinte mémoire dans le cache processeur permettant d’exécuter plus rapidement des programmes nécessitant de nombreux appels mémoire, il a été constaté jusqu’à 32 % de gain de vitesse par rapport à l'architecture x86-64 dans l’exécution de ce genre de programmes.
La possibilité d'utiliser la puissance de l'architecture x86-64 lui permet des gains de vitesses par rapport au 32 bits comme par exemple dans l'encodage vidéo ou la compression de données.
Les matériels nomades en grande évolution pourraient tirer parti de cette architecture avec l'arrivée des ARM64Bit et leur consommation mémoire bien moindre que les ordinateurs de bureau.

## Historique
Hans Peter Anvin a été l'un des principaux fondateurs de ce projet.